# 德勝關戰鬥
德勝關戰鬥發生於1933年12月15日，地點則是在中國江西黎川。是第一次国共内战主要戰鬥之一，交戰一方為中華民國國民革命軍，另一方則為中國共產黨所領導之中國工農紅軍。戰鬥末了，國軍佔領黎川，共軍軍隊陣中不但失去據點，其第六師師長張錫龍師長亦於該戰鬥陣亡。